# Tamkin Khalilzade
Tamkin Khalilzade (Bakú, 6 de agosto de 1993) es un futbolista azerí que juega en la demarcación de lateral izquierdo para el Zira FK de la Liga Premier de Azerbaiyán.

## Selección nacional
Hizo su debut con la selección de fútbol de Azerbaiyán el 4 de septiembre de 2017 en un encuentro de clasificación para la Copa Mundial de Fútbol de 2018 contra San Marino que finalizó con un resultado de 5-1 a favor del combinado azerí. Además disputó varios encuentros de la Liga de Naciones de la UEFA 2018-19.

### Goles internacionales
| # | Fecha                    | Estadio                                    | Oponente | Gol | Resultado | Competición                         |
| - | ------------------------ | ------------------------------------------ | -------- | --- | --------- | ----------------------------------- |
| 1 | 10 de septiembre de 2018 | Estadio Nacional Ta' Qali, Ta' Qali, Malta | Malta    | 1-1 | 1-1       | Liga de Naciones de la UEFA 2018-19 |
| 2 | 9 de septiembre de 2019  | Bakcell Arena, Bakú, Azerbaiyán            | Croacia  | 1-1 | 1-1       | Clasificación para la Eurocopa 2020 |
| 3 | 9 de octubre de 2019     | Estadio Nacional de Baréin, Riffa, Baréin  | Baréin   | 1-2 | 2-3       | Amistoso                            |

## Clubes
| Club        | País       | Año       | Partidos | Goles |
| ----------- | ---------- | --------- | -------- | ----- |
| Qarabağ FK  | Azerbaiyán | 2013-2014 | 4        | 0     |
| Shuvalan FK | Azerbaiyán | 2014-2015 | 24       | 0     |
| Zira FK     | Azerbaiyán | 2015-2017 | 79       | 6     |
| FK Qäbälä   | Azerbaiyán | 2018      | 30       | 1     |
| Sabah FK    | Azerbaiyán | 2019-2021 | 45       | 3     |
| Zira FK     | Azerbaiyán | 2021-     | 20       | 3     |

## Palmarés

### Campeonatos nacionales
| Título                     | Club       | País       | Año  |
| -------------------------- | ---------- | ---------- | ---- |
| Liga Premier de Azerbaiyán | Qarabağ FK | Azerbaiyán | 2014 |